# 村井範子 (音楽史学者)
村井範子（むらいのりこ、旧姓長田、1924年4月22日 - 2020年12月17日 ）は、日本の音楽学者。フェリス女学院大学名誉教授。 

## 来歴
元広島文理科大学学長で教育学者、長田新の長女。夫は教育学者、慶應義塾大学名誉教授の村井実。次男は情報工学者、慶應義塾大学名誉教授の村井純。
広島県広島市生まれ。広島高等師範学校附属小学校、広島県立第一高等女学校（現：広島県立広島皆実高等学校）を経て、津田塾専門学校英文科（現：津田塾大学）1945年9月卒業、1950年 東京藝術大学音楽学部楽理科入学、1954年同大学楽理科第2回卒その後専攻科修了。1956年東京藝術大学音楽学部副手就任、1956年東京藝術大学音楽学部講師（音楽史担当）、1958年～1960年米ハーヴァード大学音楽学部大学院にて音楽史研究（ロックフェラー財団奨学金による）、東海大学短期大学部教授、フェリス女学院大学音楽学部教授（音楽学部4年制創設）（音楽学特殊講義、教会音楽研究、器楽特殊講義、日本音楽文化）　1993年 同大学名誉教授。
国際音楽資料情報協会　International Association of Music Libraries, Archives & Documentation Centres (IAML)日本支部設立（1979）に際し事務局長、のち副支部長をつとめる。年次大会、総会における役員会に日本代表として12回参加。これに際してユネスコ国内委員会を通して、国庫補助を受ける。日本音楽文献目録作成委員会（RILM）日本国内委員会委員。横浜市民大学、横須賀市民大学の西洋音楽史講座において企画および講師。2004年までフェリス女学院大学オープンカレッジにて「日本の音楽・世界の音楽」講師。 
学会：　日本音楽学会、東洋音楽学会、民族芸術学会、アメリカ音楽学会American Musicology Society (AMS) 、国際音楽学会　　

## 主な著書および訳書
H.M.ミラー著（1977）村井範子、松前紀男、佐藤馨共訳『新音楽史』東海大学出版会
　プレンティスホール音楽史シリーズ全8巻を4名で訳出（1969～1986　東海大学出版会）
　　Ⅰ　A.スイー著『中世社会の音楽』　　　　Ⅱ　H.M.ブラウン著『ルネサンスの音楽』
　　Ⅲ　C.V.パリスカ著『バロックの音楽』　　　Ⅳ　R.G.ポーリイ著『古典派の音楽』
　　Ⅴ　R.M.ロンイヤー著『ロマン派の音楽』　　Ⅵ　E.ソールズマン著『二十世紀の音楽』
　　Ⅶ　B.ネットル著『西洋民族の音楽』　　　　Ⅷ　W.P.マルム著『東洋民族の音楽』
平凡社『音楽事典』1956、音楽之友社『名曲解説全集』1959～1964など音楽学関係項目を執筆

## 参考
画家いわさきちひろの共同を得て実父長田新編著「原爆の子」の文を挿した絵本『わたしがちいさかったときに』（童心社）の作出など、広島被爆の立場から平和活動に尽力した。